# Chris Maico Schmidt

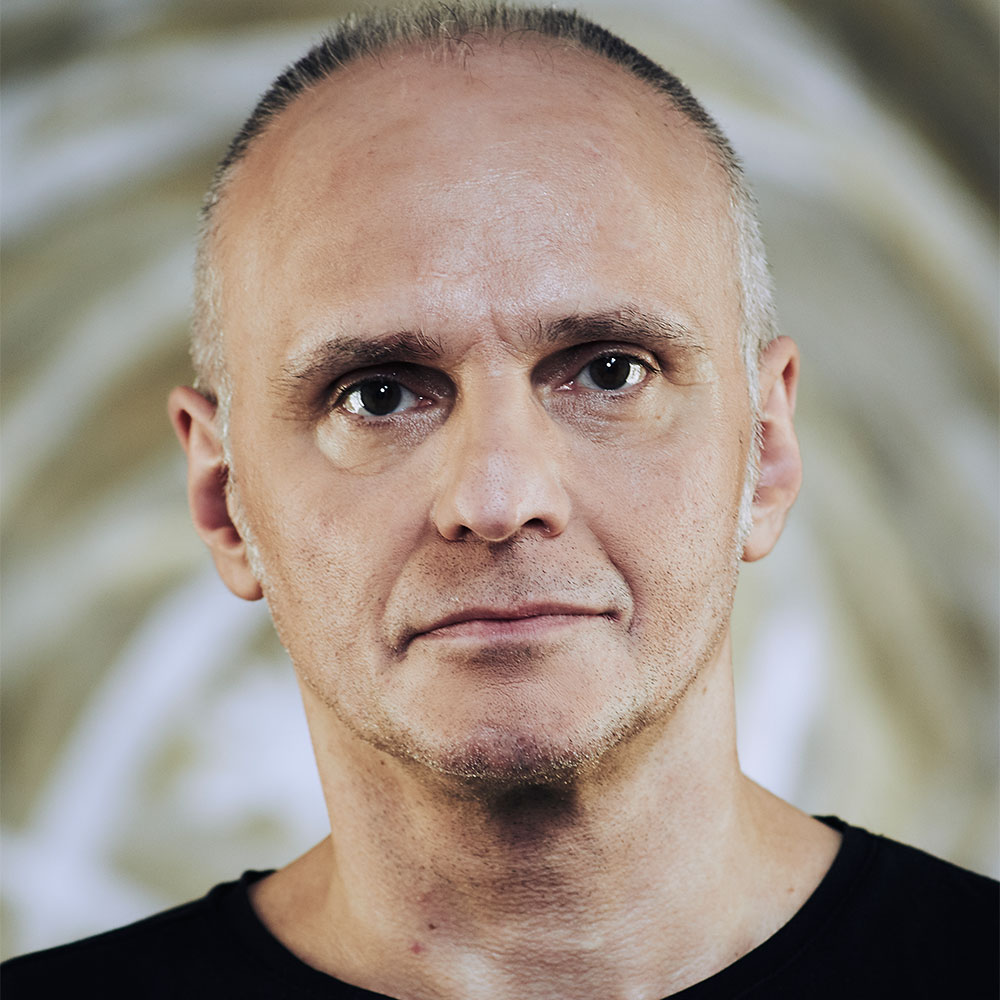
Chris M. Schmidt (2019)

Chris Maico Schmidt alias Mike S. (* 21. Juli 1966 in Bietigheim) ist ein deutscher Techno-DJ und -Produzent.

## Leben
Schmidt war das erste Mal mit 15 Jahren als DJ tätig. 1991 wandte er sich, beeinflusst von Produzenten wie Tyree Cooper, Frankie Knuckles und Paul Simpson, der Musikrichtung Techno-House zu.
Bis Ende 1993 legte er in diversen Clubs in der Region Stuttgart auf, so in den Discotheken Skylab, Oz und Splash, und war 1994 freitags Resident-DJ in der Diskothek Cave Club in Salzburg. Schmidt war Mitbegründer und Teilhaber der Stuttgarter Filiale der Plattenladen- und Clubwear-Kette Delirium und Mitbesitzer des Plattenlabels Suspect Records. Es folgten zahlreiche Plattenproduktionen mit unterschiedlichen Partnern (siehe Diskographie).
Als DJ trat er in Clubs wie dem Berliner Tresor, dem Zürcher Oxa sowie dem Omen und dem Dorian Gray in Frankfurt am Main auf.
Ende 1996 zog er nach Köln, wo er den von 1997 bis 1999 existierenden Radiosender Evosonic maßgeblich mitgestaltete. Er fungierte als Geschäftsführer und Programmchef. Als Musikredakteur gestaltete er eigene Radioshows, unter anderem die Satiresendung Ohne Flax und die Shows MikeLike und Backfisch. Mit dem Sender zog er 1998 nach München.
Seit Anfang 2002 lebt Schmidt wieder in Köln. Als Dozent unterrichtet er dort bei der Vibra DJ School.
2012 hatte er mit zwei Releases sein „Comeback“ als Produzent.
2016 gründete er Evosonic Records. Am 1. Mai 2017 gab er den Start des Evosonic Live Stream bekannt.

## Pseudonyme
Schmidt hat unter seinem bürgerlichen Namen und unter Pseudonymen auf mehreren Techno- und Trance-Labels veröffentlicht:
- Chris Maico Schmidt (Evosonic Records/City of Drums/BluFin)
- Mike S. (Harthouse Mannheim)
- Cybordelics (Harthouse, mit Milan Zemanec und Daniel Varga)
- Mikerobenics (Harthouse, mit Ben Elvis Mettin/BluFin)
- Feldmann (Suspect Records, mit Pascal FEOS)
- Mescal X (Blackflame/Intercord)
- Mike S. feat. Ben Elvis (Superstition)
- Junction 3 (Pull the Strings)
- Mike S. meets Inspector (Global Ambition, mit Ben Elvis Mettin)
- Cyborano (Friends/Le Petit Prince, mit Marco Zaffarano)
- Mike Masseter (Delirium Records)
- Lee Roy (ZYX, mit Ben Elvis Mettin)

## Diskografie (Auswahl)

### Alben
- 1995: Mikerobenics – Fooled by Dr. Cycle & Mrs. All (Suspect)
- 1996: Mikerobenics – Das Was und das Wie (Global Ambition)
- 2016: Chris Maico Schmidt – Two Point Zero (Evosonic Records)
- 2017: Chris Maico Schmidt – Two Point One (Philipp Giebel Rework) (Evosonic Records)
- 2020: Chris Maico Schmidt – Automation (BluFin)
- 2021: Chris Maico Schmidt – Two Point Fifty Five Deluxe (BluFin)

### Singles und EPs
- 1993: Mescal X – Return of Lisa (Blackflame/Intercord)
- 1993: Cybordelics – Adventures of Dama (Harthouse)
- 1993: Mike Masseter – Vol. I (Ultra Violett/Orange)
- 1993: Cybordelics – Adventures of Dama (Harthouse UK)
- 1994: Cybordelics – Fairy Tales (Harthouse)
- 1994: Cyborano – Wrist Aching Muscles (Friends/Le Petit Prince)
- 1994: Mescal X – Dragonfly (CSC/Overdrive)
- 1994: Mike Masseter – Saman (Delirium Compilation)
- 1994: Feldmann – Audience (Suspect)
- 1994: Mike S. – Labrinha (ZYX/GOA Rave Comp.)
- 1994: Mikerobenics – Diadora (Harthouse)
- 1994: Mikerobenics – Julika (Harthouse)
- 1995: Mike S. feat. Ben Elvis – Jake (Superstition)
- 1995: Mikerobenics – Julika Remixe ’95 (Mindstar/Musicman)
- 1995: Lee Roy – Love is a Shield (ZYX)
- 1996: Mikerobenics – Replika (Global Ambition)
- 1996: Mikerobenics – Replika Remixe (Global Ambition)
- 1996: Mikerobenics – Julika Remixe ’96 (Mindstar/Musicman)
- 1996: Mikerobenics – The Return of Julika (Pull the Strings)
- 1996: Mikerobenics – The Cat and the Cannary (Global Ambition)
- 1996: Junction 3 – Wolf in the fold (Pull the Strings)
- 1996: Mike S. meets Inspector – Oscar Clasani (Global Ambition)
- 1996: Mikerobenics – Schattenmund (Global Ambition)
- 1996: Mikerobenics – Schattenmund Remixe (Global Ambition)
- 1997: Mikerobenics – Die Weissagung / Prediction (Global Ambition)
- 1997: Mikerobenics – Der Hexenritt / Witch Ride (Global Ambition)
- 1998: Cybordelics – Adventure of Dama Remixe (Technogold)
- 1998: Cybordelics – Alice in Wonderland Remixe (Technogold)
- 2012: Mike S. – Vibra EP (Code2 Records)
- 2012: Mike S. – Noah (Harthouse)
- 2013: Cybordelics – Adventure of Dama 2013 (Harthouse)
- 2015: Kotapski & Schmidt – Let’s go EP (Yellow Tail Records)
- 2015: Kotapski & Schmidt – Remember This (Natura Viva)
- 2015: Kotapski & Schmidt – Kiss Your Face (Natura Viva)
- 2016: Cybordelics – Adventure of Dama Part 1 (Harthouse)
- 2016: Kotapski & Schmidt – Ayjuwah EP (Code2Records)
- 2016: Chris Maico Schmidt – Sing The Song Remixe (Evosonic Records)
- 2016: Chris Maico Schmidt – Downtown Remixe (Evosonic Records)
- 2016: Chris Maico Schmidt – Downtown The Kotapski Remixe (Evosonic Records)
- 2017: Cybordelics – Adventure of Dama 2017 (Harthouse)
- 2017: Cybordelics feat. James Davis – Adventure of Dama Rework (Evosonic Records)
- 2017: Cybordelics feat. James Davis – Adventure of Dama Rework 2 (Evosonic Records)
- 2017: Chris Maico Schmidt – Waldstrasse EP (BluFin)
- 2018: Chris Maico Schmidt – Elisenstrasse EP (BluFin)
- 2018: Mikerobenics – Julika Remixes Part 1 (BluFin)
- 2018: Mikerobenics – Julika Remixes Part 2 (BluFin)
- 2018: Mikerobenics – Julika Remixes Part 3 (BluFin)
- 2018: Mikerobenics – Julika Remixes Part 4 (BluFin)
- 2019: Cybordelics – Adventure of Dama 2019 (Harthouse)
- 2019: Chris Maico Schmidt – Jahnstrasse EP (BluFin)
- 2019: Chris Maico Schmidt – Jahnstrasse Remixes (BluFin)
- 2020: Chris Maico Schmidt – Amazination The Remixes (BluFin)
- 2020: Chris Maico Schmidt – Meditation The Remixes (BluFin)
- 2020: Chris Maico Schmidt – Manifestation The Remixes (BluFin)
- 2020: Chris Maico Schmidt – Motivation The Remixes (BluFin)
- 2020: Chris Maico Schmidt – Automation The Remixes (BluFin)
- 2020: Chris Maico Schmidt – Vocalization The Remixes (BluFin)
- 2020: Chris Maico Schmidt – Monolog feat. Hans Solo (Neuhain, Zug der Liebe)
- 2021: Chris Maico Schmidt – Manifestation (Oida Holz Remix) (BluFin)
- 2021: Chris Maico Schmidt – Nachbarn feat. Angie Taylor (Noah Levin Edit) (Harthouse)
- 2021: Chris Maico Schmidt – Wollust feat. Julia Löwenherz (Noah Levin Edit) (Harthouse)
- 2022: Cybordelics - Adventures Of Dama Remixes 2022 (Harthouse)
- 2022: Chris Maico Schmidt – Feeling (Noah Levin Edit) (Form&Terra)
- 2022: Chris Maico Schmidt feat. Drea Perlon – MikeLike (Original Mix) (Evosonic Records)
- 2022: Chris Maico Schmidt – Buechsenstrasse EP (BluFin)
- 2022: Chris Maico Schmidt & Drea Perlon – Music On My Mind EP (BluFin)
- 2022: Chris Maico Schmidt & Noah Levin – Camel On Speed (Zug der Liebe Records)
- 2022: Cybordelics – Adventures Of Dama Noxious Element Remixes (Harthouse)
- 2022: Chris Maico Schmidt, deKai (Berlin) – Straight Outta Porz Vol. 1 (Ragnarøk)

### Remixe
- 1993: Acrid Abeyance – Exposure Track (Important)
- 1993: Microwave Prince – I need your love (Le petiti prince)
- 1994: DJ Khetama – Fremde Welten (Time unltd.)
- 1995: Marco Zaffarano – Hippodrama (MFS)
- 1999 Jean – Pediculos Humanus (Eleganz)
- 2014: Mafu Nakyfu – Do you feel Lucky EP (Mike S. Remix) (Code2 Records)
- 2014: Nicorus – Psycho (Mike S. Remix) (Code2 Records)
- 2015: Bodo Felusch – Looping (Mike S. Remix) (Unvirtual Music)
- 2017: Julian Reifegerste – Dober Dan (Chris Maico Schmidt Remix) (Evosonic Records)
- 2017: Strich Zwo – Fuck Me Palmtree (Chris Maico Schmidt Remix) (City Of Drums)
- 2017: Elektrifizierer – Was Du Nicht Weißt (Chris Maico Schmidt Remix) (Evosonic Records)
- 2017: Kotapski – Dreams (Chris Maico Schmidt Remix) (Louder Than Famous)
- 2017: Frank Krumsdorf – Good News (Chris Maico Schmidt Remix) (Evosonic Records)
- 2018: Andy Baar – Keep On (Chris Maico Schmidt Remix) (Evosonic Records)
- 2018: Chris Maico Schmidt – Elisenstrasse Remixes (BluFin)
- 2018: Junge & Mädchen – Sister (Chris Maico Schmidt Remix) (BluFin)
- 2018: Junge & Mädchen – Sister (Chris Maico Schmidt On Top Remix) (BluFin)
- 2018: Mikerobenics – Julika Remixes Part 2 (Chris Maico Schmidt Remix) (BluFin)
- 2018: Elektrifizierer – Ich Bin Von Kopf Bis Fuss (Chris Maico Schmidt Remix) (Evosonic Records)
- 2018: Road to Mana – The Chains Of Change EP (Chris Maico Schmidt Remix) (BluFin)
- 2019: Florian Punzel – Nations (Chris Maico Schmidt Remix) (Evosonic Records)
- 2019: The Electronic Advance meets Somnia – Solaris (Chris Maico Schmidt Remix) (City Of Drums)
- 2019: Toni Rios – Closer To You feat. Niveska (Chris Maico Schmidt Remix) (BluFin)
- 2019: Die Raumzeit Architekten – Konstrukt (Chris Maico Schmidt Remix) (BluFin)
- 2019: Endo Monk – Still ruht der See (Chris Maico Schmidt Fahrtenschwimmer Remix) (Holy Chaos Recordings)
- 2019: Chris Maico Schmidt – Still ruht der See feat Endo Monk (Seepferdchen Remix) (BluFin)
- 2019: Chris Maico Schmidt – Still ruht der See feat Endo Monk (Freischwimmer Remix) (BluFin)
- 2019: Chris Maico Schmidt – Still ruht der See feat Endo Monk (Schnellschwimmer Remix) (BluFin)
- 2020: Henning Richter – Gluecklich im Zwielicht (Chris Maico Schmidt Remix) (BluFin)
- 2020: Phunk Investigation, Vinjay feat. Jim Kerr – Being Boiled (Chris Maico Schmidt Remix) (BluFin)
- 2020: Hans Solo - Nuqneh Klingohouse feat. Chris Maico Schmidt (HolyChaos)
- 2021: Anastasia Belosova - Chris Maico Schmidt Remixes (Evosonic Records)
- 2021: dudelsaladt - Wassereis feat LaserLennart & Poolboy (Chris Maico Schmidt Cold As Ice Remix) (Evosonic Records)
- 2021: dudelsaladt - Wassereis feat LaserLennart & Poolboy (Chris Maico Schmidt Icebreak Remix) (Evosonic Records)
- 2021: Ponchmann - Allies And Enemy feat. Sandro Palazzo, Jose Azurmendi (Chris Maico Schmidt Remix) (Evosonic Records)
- 2021: The Electronic Advance & DJ Nasty Deluxe - Knowledge and Ignorance (Chris Maico Schmidt Remix) (BluFin)
- 2022: Cie - Der Stollen (Chris Maico Schmidt Remix) (Form&Terra)

### DJ-Mix
- 1996: DJ Mike S. – The Atmosphere Club Mix (Global Ambition)
- 1997: DJ Mike S. – The Second Atmosphere Club Mix (Global Ambition)
- 1998: DJ Mike S. – The 3rd Atmosphereclubmix (Global Ambition)

## Auszeichnungen
- Im Januar 2000 nahm er für den von ihm maßgeblich mitgestalteten Radiosender Evosonic den German Dance Award in der Kategorie „Bestes Medium“ entgegen.